# Tenis stołowy na Letnich Igrzyskach Olimpijskich 2012 – kwalifikacje

## Singel

### Mężczyźni
| Zawody                                                | Data                      | Miejsce        | Miejsc | Zakwalifikowani |
| ----------------------------------------------------- | ------------------------- | -------------- | ------ | --- |
| Światowy Ranking ITTF                                 | 16 maja 2011              | —              | 28     | - Wang Hao - Timo Boll - Zhang Jike - Jun Mizutani - Uładzimir Samsonau - Joo Se-hyuk - Oh Sang-eun - Chuang Chih-yuan - Dimitrij Ovtcharov - Gao Ning - Tang Peng - Michael Maze - Aleksiej Smirnow - Adrien Mattenet - Werner Schlager - Jiang Tianyi - Kalinikos Kreannga - Seiya Kishikawa - Jörgen Persson - Chen Weixing - Adrian Crişan - Jean-Michel Saive - Panajotis Gionis - Zoran Primorac - Pär Gerell - Yang Zi - Aleksandr Szybajew - Bojan Tokić |
| Turniej kwalifikacyjny dla Azji zachodniej            | 28 - 30 czerwca 2011      | Dubaj          | 1      | - Ibrahim Al-Hasan |
| Igrzyska afrykańskie 2011                             | 5 - 15 września 2011      | Maputo         | 6      | - Omar Assar - El-sayed Lashin - Quadri Aruna - Segun Toriola - Suraju Saka - Saheed Idowu |
| Igrzyska Panamerykańskie 2011                         | 14 - 30 października 2011 | Guadalajara    | 1      | - Liu Song |
| Turniej kwalifikacyjny dla Azji środkowej             | 9 - 11 stycznia 2012      | Teheran        | 1      | - Noshad Alamian |
| Turniej kwalifikacyjny dla Azji południowo-wschodniej | 4 - 5 lutego 2012         | Bangkok        | 1      | - Zhan Jian |
| Turniej kwalifikacyjny dla Ameryki Łacińskiej         | 4 - 6 marca 2012          | Rio de Janeiro | 5      | - Lin Ju - Gustavo Tsuboi - Marcelo Aguirre - Hugo Hoyama - Andy Pereira |
| Turniej kwalifikacyjny dla Oceanii                    | 5 - 8 marca 2012          | Melbourne      | 3      | - William Henzell - Justin Han - Yoshua Shing |
| Turniej kwalifikacyjny dla Europy                     | 10 - 15 kwietnia 2012     | Luksemburg     | 11     | - Marcos Freitas - Robert Gardos - João Monteiro - Bastian Steger - Dániel Zwickl - Aleksandar Karakašević - Marko Jevtović - He Zhiwen - Kiriłł Skaczkow - Jens Lundqvist - Ádám Pattantyús - Wang Zengyi |
| Turniej kwalifikacyjny dla Ameryki Północnej          | 20 - 22 kwietnia 2012     | Cary           | 3      | - Andre Ho - Pierre-Luc Hinse - Timothy Wang |
| Turniej kwalifikacyjny dla Azji                       | 19 - 22 kwietnia 2012     | Hongkong       | 8      | - Leung Chu Yan - Kōki Niwa - Ma Long - Ryu Seung-min - Kim Hyok-bong - Kim Song-nam - Jang Song-man - Soumyajit Ghosh |
| Finałowy światowy turniej kwalifikacyjny              | 10 - 13 maja 2012         | Doha           | 2      | - Tiago Apolónia - Carlos Machado |
| Gospodarz                                             | 14 maja 2012              | —              | 1      | - Paul Drinkhall |
| Dzika karta                                           | 30 maja 2012              | —              | 1      | - Mawussi Agbetoglo |

### Kobiety
| Zawody                                                | Data                      | Miejsce        | Miejsc | Zakwalifikowani |
| ----------------------------------------------------- | ------------------------- | -------------- | ------ | --- |
| Światowy Ranking ITTF                                 | 16 maja 2011              | —              | 28     | - Li Xiaoxia - Guo Yan - Feng Tianwei - Kasumi Ishikawa - Ai Fukuhara - Kim Kyung-ah - Wang Yuegu - Tie Yana - Wu Jiaduo - Li Jiao - Jiang Huajun - Shen Yanfei - Park Mi-young - Li Jie - Huang Yi-hua - Wiktoria Pawłowicz - Melek Hu - Li Qian - Krisztina Tóth - Daniela Dodean - Kim Jong - Georgina Póta - Elizabeta Samara - Li Xue - Ni Xialian - Kristin Silbereisen - Liu Jia - Iveta Vacenovská |
| Turniej kwalifikacyjny dla Azji zachodniej            | 19 - 20 października 2011 | Amman          | 1      | - Tvin Carole Moumjoghlian |
| Igrzyska afrykańskie 2011                             | 5 - 15 września 2011      | Maputo         | 6      | - Offiong Edem - Olufunke Oshonaike - Xing Han - Nadeen El-Dawlatly - Dina Meshref - Sarah Manffou |
| Igrzyska Panamerykańskie 2011                         | 18 - 30 października 2011 | Guadalajara    | 1      | - Zhang Mo |
| Turniej kwalifikacyjny dla Azji środkowej             | 9 - 11 stycznia 2012      | Teheran        | 1      | - Neda Shahsavari |
| Turniej kwalifikacyjny dla Azji południowo-wschodniej | 4 - 5 lutego 2012         | Bangkok        | 1      | - Li Jiawei |
| Turniej kwalifikacyjny dla Ameryki Łacińskiej         | 4 - 6 marca 2012          | Rio de Janeiro | 6      | - Lígia Silva - Paula Medina - Yadira Silva - Caroline Kumahara - Fabiola Ramos - Berta Rodríguez |
| Turniej kwalifikacyjny dla Oceanii                    | 5 - 8 marca 2012          | Melbourne      | 3      | - Lay Jian Fang - Miao Miao - Anolyn Lulu |
| Turniej kwalifikacyjny dla Europy                     | 10 - 15 kwietnia 2012     | Luksemburg     | 11     | - Irene Ivancan - Natalia Partyka - Mie Skov - Xian Yifang - Cornelia Molnar - Marharyta Pesoćka - Tian Yuan - Aleksandra Privalova - Li Qiangbing - Amelie Solja - Wenling Tan Monfardini |
| Turniej kwalifikacyjny dla Ameryki Północnej          | 20 - 22 kwietnia 2012     | Cary           | 2      | - Ariel Hsing - Lily Zhang |
| Turniej kwalifikacyjny dla Azji                       | 19 - 22 kwietnia 2012     | Hongkong       | 8      | - Guo Yue - Ri Myong-sun - Sayaka Hirano - Seok Ha-jung - Chen Szu-yu - Nanthana Komwong - Ri Mi-gyong - Ankita Das |
| Finałowy światowy turniej kwalifikacyjny              | 10 - 13 maja 2012         | Doha           | 2      | - Matilda Ekholm - Dana Hadačová |
| Gospodarz                                             | 14 maja 2012              | —              | 1      | - Joanna Parker |
| Dzika karta                                           | 30 maja 2012              | —              | 1      | - Yasmin Hassan Farah |

## Zawody drużynowe
16 drużyn, po jednej z każdego kontynentu i gospodarz zakwalifikują się do rozgrywek grupowych. Zakwalifikowanie się kraju opiera się na liczbie zakwalifikowanych graczy i rankingu Drużynowych Mistrzostw Świata 2012. MŚ odbywały się od 25 marca do 1 kwietnia w Dortmundzie, w Niemczech.

### Mężczyźni
| Zawody                     | Data         | Miejsc | Zakwalifikowani |
| -------------------------- | ------------ | ------ | --- |
| Kwalifikacje kontynentalne | 14 maja 2012 | 6      | - Afryka: Egipt - Azja: Chiny - Europa: Niemcy - Ameryka Łacińska: Brazylia - Ameryka Północna: Kanada - Oceania: Australia |
| Gospodarz                  | 14 maja 2012 | 1      | - Wielka Brytania |
| Pozostałe miejsca          | 14 maja 2012 | 9      | - Austria - Szwecja - Singapur - Hongkong - Rosja - Japonia - Korea Południowa - Korea Północna - Portugalia                |
| Razem                      | Razem        | 16     | 16 |

| Kraj             | Kontynent        | Zakwalifikowani | Ranking DMŚ |
| ---------------- | ---------------- | --------------- | ----------- |
| Chiny            | Azja             | 3               | 1           |
| Niemcy           | Europa           | 3               | 2           |
| Japonia          | Azja             | 3               | 3           |
| Korea Południowa | Azja             | 3               | 3           |
| Austria          | Europa           | 3               | 5           |
| Szwecja          | Europa           | 3               | 6           |
| Singapur         | Azja             | 3               | 8           |
| Hongkong         | Azja             | 3               | 9           |
| Portugalia       | Europa           | 3               | 11          |
| Korea Północna   | Azja             | 3               | 13          |
| Rosja            | Europa           | 3               | 14          |
| Grecja           | Europa           | 2               | 15          |
| Serbia           | Europa           | 2               | 16          |
| Węgry            | Europa           | 2               | 17          |
| Dania            | Europa           | 2               | 20          |
| Hiszpania        | Europa           | 2               | 21          |
| Chorwacja        | Europa           | 2               | 22          |
| Ukraina          | Europa           | 2               | 25          |
| Brazylia         | Ameryka Łacińska | 2               | 28          |
| Egipt            | Afryka           | 2               | 30          |
| Nigeria          | Afryka           | 2               | 32          |
| Australia        | Oceania          | 2               | 35          |
| Kanada           | Ameryka Północna | 2               | 43          |
| Kongo            | Afryka           | 2               | 71          |

### Kobiety
| Zawody                     | Data         | Miejsc | Zakwalifikowani |
| -------------------------- | ------------ | ------ | --- |
| Kwalifikacje kontynentalne | 14 maja 2012 | 6      | - Afryka: Egipt - Azja: Chiny - Europa: Niemcy - Ameryka Łacińska: Brazylia - Ameryka Północna: Stany Zjednoczone - Oceania: Australia |
| Gospodarz                  | 14 maja 2012 | 1      | - Wielka Brytania |
| Pozostałe miejsca          | 14 maja 2012 | 9      | - Austria - Hongkong - Japonia - Korea Północna - Korea Południowa - Holandia - Polska - Singapur - Hiszpania                          |
| Razem                      | Razem        | 16     | 16 |

| Kraj              | Kontynent        | Zakwalifikowani | Ranking DMŚ |
| ----------------- | ---------------- | --------------- | ----------- |
| Chiny             | Azja             | 3               | 1           |
| Singapur          | Azja             | 3               | 2           |
| Korea Południowa  | Azja             | 3               | 3           |
| Hongkong          | Azja             | 3               | 4           |
| Japonia           | Azja             | 3               | 5           |
| Niemcy            | Europa           | 3               | 7           |
| Korea Północna    | Azja             | 3               | 9           |
| Austria           | Europa           | 3               | 10          |
| Hiszpania         | Europa           | 3               | 17          |
| Holandia          | Europa           | 2               | 6           |
| Polska            | Europa           | 2               | 8           |
| Węgry             | Europa           | 2               | 11          |
| Rumunia           | Europa           | 2               | 12          |
| Białoruś          | Europa           | 2               | 13          |
| Chińskie Tajpej   | Azja             | 2               | 14          |
| Rosja             | Europa           | 3               | 15          |
| Chorwacja         | Europa           | 2               | 16          |
| Czechy            | Europa           | 2               | 18          |
| Francja           | Europa           | 2               | 22          |
| Stany Zjednoczone | Ameryka Północna | 2               | 23          |
| Australia         | Oceania          | 2               | 25          |
| Brazylia          | Ameryka Łacińska | 2               | 36          |
| Egipt             | Afryka           | 2               | 39          |
| Nigeria           | Afryka           | 2               | 42          |